# Том и Джерри: Шерлок Холмс
«Том и Джерри: Шерлок Холмс» (англ. Tom and Jerry Meet Sherlock Holmes) — американский рисованный полнометражный мультфильм, вышедший 24 августа 2010 года сразу на DVD, без предварительного показа в кинотеатрах.

## Сюжет
В Лондоне происходит серия краж драгоценностей. Знаменитый английский сыщик Шерлок Холмс решает разгадать эту загадку. При этом под ногами у него путаются Том и Джерри, которые случайно встретились на улицах Лондона. В результате долгих расследований они берут в свою команду местную певичку Рэд, которую полиция несправедливо считает виновной в преступлении. Но так случилось, что Шерлок Холмс и его помощник доктор Ватсон заходят в тупик, а Том, Джерри, Рэд и присоединившийся к ним кузен Джерри Таффи расследуют преступление своими силами. Найдя преступника, они попадают в ловушку, но тут появляется понявший всё Шерлок Холмс и сражается с преступником. Им оказывается старый враг сыщика профессор Мориарти. В результате злодей падает в реку, а Шерлок спасается сам и спасает обнаруженные драгоценности. И тут снова начинается погоня…

## Роли озвучивали
- Билли Уэст — Том (в титрах не указан)
- Майкл Йорк — Шерлок Холмс
- Джон Рис-Дэвис — доктор Ватсон
- Малкольм Макдауэлл — профессор Мориарти
- Грей Делайл — Рэд
- Джефф Бергман — Бутч / Друпи
- Фил Ламарр — Спайк / один из полицейских
- Грег Эллис[англ.] — Тин / сержант
- Джесс Харнелл — Кастрюля / Бретт Джереми
- Ричард Макгонагл[англ.] — Али / один из полицейских
- Кэт Суси — Таффи
- Томас Кенни — различные второстепенные персонажи